# Scopula macraria
Scopula macraria là một loài bướm đêm trong họ Geometridae.